# ETB3
ETB3 (ETB hiru en euskera y estilizado como ETB III), es el tercer canal de televisión de la empresa de producción y difusión de contenidos audiovisuales EITB Media S.A.U. que junto con el Ente Público Euskal Irrati Telebista-Radio Televisión Vasca conforma el grupo de comunicación público vasco, legislativamente dependiente del Parlamento Vasco y del Gobierno Vasco encuadrada en la Consejería de Cultura del País Vasco, España.
ETB3 emite íntegramente en euskera y su programación está dirigida para el público joven e infantil. ETB3 fue lanzado al aire el 10 de octubre de 2008, coincidiendo con el vigésimo quinto aniversario de Radio Euskadi, y sustituyendo en TDT a Canal Vasco, el canal internacional de ETB que ocupaba la frecuencia provisionalmente.
La oferta del canal es infantil y juvenil, ofreciendo múltiples series de animación y de ficción juvenil. Además emite espacios de carácter cultural, tanto espacios divulgativos como documentales y programas de producción propia como Hirutxulo. La cadena pretende fidelizar al público joven a la televisión pública de País Vasco, con una oferta similar a otros canales de la misma temática como SX3 en Cataluña.
Antes de convertirse en un canal dirigido exclusivamente al público infantil y juvenil emitía programas de tono generalista como Gaztea Klip (espacio de música, con video-clips), Mundua Gaur (programa de actualidad, versión en euskera del programa de ETB2: MUNDO.HOY, presentado por Aitzol Zubizarreta, en ambos canales), Hitzetik hortzera (programa de versolarismo), además del Programa-Concurso de Coros de Euskadi: Oh... Happy Day!.
ETB3 se enmarca dentro de la oferta para la TDT de la televisión pública vasca, y ocupa la plaza que anteriormente llenaba Canal Vasco en el Mux de Euskal Telebista.

## Polémica por su extensión a Navarra
Como contrapartida por su voto favorable a los presupuestos del Estado, Bildu exigió la extensión a Navarra de este canal de televisión (noviembre de 2021). Tal hecho ha provocado críticas por parte de los partidos opuestos.

## Programación
- Chica Supersabia (WordGirl) 2007-2015
- Clifford the Big Red Dog 24 de agosto de 2020-presente
- Hero Elementary  1 de junio de 2020-presente
- Martha Habla (Martha Speaks)
- SciGirls 2012-presente

## Imagen corporativa

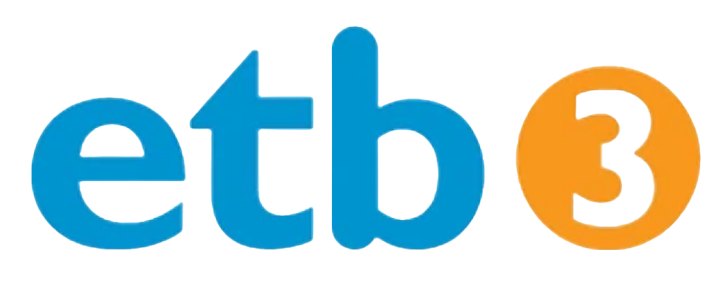
Logotipo de ETB3 entre 2008 y 2010.
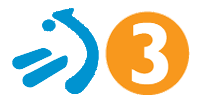
Logotipo usado entre 2010 y 2015.
Logotipo usado desde 2015 hasta 2022.
Logotipo usado desde 2022.

## Audiencias
A pesar de que este canal de televisión comenzó sus emisiones el 10 de octubre de 2008, sus audiencias comenzaron a ser medidas en febrero de 2009:
| Año  | Enero | Febrero | Marzo | Abril | Mayo | Junio | Julio | Agosto | Septiembre | Octubre | Noviembre | Diciembre | Media anual |
| ---- | ----- | ------- | ----- | ----- | ---- | ----- | ----- | ------ | ---------- | ------- | --------- | --------- | ----------- |
| 2009 | 0,2%  | 0,3%    | 0,4%  | 0,4%  | 0,3% | 0,2%  | 0,2%  | 0,3%   | 0,3%       | 0,2%    | 0,2%      | 0,2%      | 0,3%        |
| 2010 | 0,3%  | 0,3%    | 0,3%  | 0,5%  | 0,6% | 0,7%  | 1,0%  | 0,7%   | 0,7%       | 0,5%    | 0,5%      | 0,7%      | 0,6%        |
| 2011 | 0,6%  | 0,5%    | 0,6%  | 0,6%  | 0,7% | 0,7%  | 0,7%  | 0,8%   | 0,8%       | 0,9%    | 0,7%      | 0,7%      | 0,7%        |
| 2012 | 0,8%  | 0,8%    | 0,9%  | 0,8%  | 0,8% | 1,1%  | 1,0%  | 0,9%   | 1,1%       | 0,8%    | 0,6%      | 0,7%      | 0,9%        |
| 2013 | 0,8%  | 0,8%    | 0,8%  | 0,8%  | 0,7% | 0,8%  | 1,1%  | 1,1%   | 1,0%       | 0,8%    | 0,9%      | 0,9%      | 0,9%        |
| 2014 | 0,8%  | 0,8%    | 0,9%  | 1,0%  | 0,9% | 1,0%  | 1,1%  | 1,0%   | 0,8%       | 0,7%    | 0,9%      | 0,8%      | 0,9%        |
| 2015 | 0,6%  | 0,6%    | 0,5%  | 0,6%  | 0,5% | 0,7%  | 0,6%  | 0,6%   | 0,6%       | 0,5%    | 0,6%      | 0,6%      | 0,6%        |
| 2016 | 0,6%  | 0,5%    | 0,5%  | 0,6%  | 0,5% | 0,7%  | 0,6%  | 0,6%   | 0,7%       | 0,5%    | 0,5%      | 0,5%      | 0,6%        |
| 2017 | 0,4%  | 0,5%    | 0,4%  | 0,5%  | 0,4% | 0,6%  | 0,8%  | 0,5%   | 0,5%       | 0,4%    | 0,5%      | 0,4%      | 0,3%        |
| 2018 | 0,4%  | 0,4%    | 0,3%  | 0,3%  | 0,3% | 0,4%  | 0,3%  | 0,3%   | 0,3%       | 0,3%    | 0,3%      | 0,4%      | 0,5%        |
| 2019 | 0,3%  | 0,3%    | 0,3%  | 0,3%  | 0,3% | 0,3%  | 0,3%  | 0,2%   | 0,3%       | 0,3%    | 0,3%      | 0,3%      | 0,3%        |
| 2020 | 0,3%  | 0,2%    | 0,4%  | 0,3%  | 0,3% | 0,3%  | 0,3%  | 0,4%   | 0,4%       | 0,3%    | 0,3%      | 0,3%      | 0,3%        |
| 2021 | 0,2%  | 0,2%    | 0,2%  | 0,2%  | 0,2% | 0,2%  | 0,2%  | 0,3%   | 0,3%       | 0,2%    | 0,2%      | 0,2%      | 0,2%        |
| 2022 | 0,2%  | 0,1%    | 0,1%  | 0,1%  | 0,1% | 0,2%  | 0,2%  | 0,2%   | 0,3%       | 0,2%    | 0,2%      | 0,3%      | 0,2%        |
| 2023 | 0,2%  | 0,2%    | 0,2%  | 0,2%  | 0,2% | 0,2%  | 0,2%  | 0,1%   | 0,1%       | 0,1%    | 0,1%      | 0,1%      | 0,2%        |
| 2024 | 0,1%  | 0,1%    | 0,1%  | 0,1%  | 0,1% | 0,2%  | 0,1%  | 0,1%   | 0,2%       | 0,2%    | 0,2%      | 0,2%      | 0,1%        |